# Grammy Awards de 1965

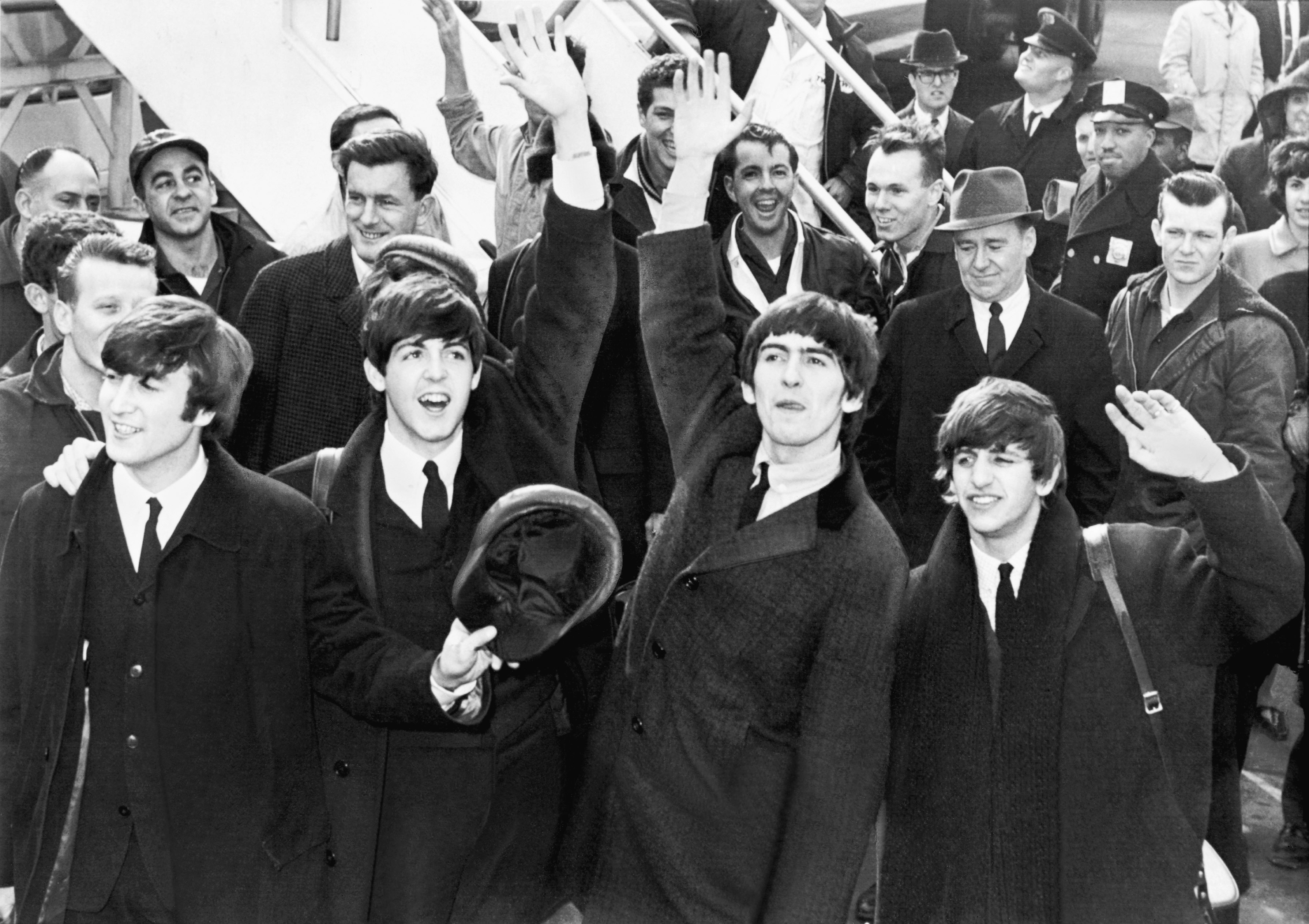
Os Beatles chegam ao Aeroporto JFK, (1964)

A 7.ª cerimônia anual do Grammy Awards foi realizada em 13 de abril de 1965. O evento contemplou trabalho de melhores gravações, composições e artistas do ano dentro do período de 1964. João Gilberto e Stan Getz venceram quatro categorias.

## Vencedores

### Geral
| Gravação do Ano - "Garota de Ipanema" – João Gilberto & Stan Getz | Álbum do Ano - Getz/Gilberto – João Gilberto & Stan Getz |
| Canção do Ano - "Hello, Dolly! – Louis Armstrong                  | Artista Revelação - The Beatles                          |

### Infantil
| Melhor Gravação Infantil - Mary Poppins – Julie Andrews, Dick Van Dyke, Glynis Johns, David Tomlinson & Ed Wynn |

### Clássica
| Melhor Performance Orquestral - Mahler: Symphony No. 5/Berg: Wozzeck Excerpts – Erich Leinsdorf & Orquestra Sinfônica de Boston                                | Melhor Performance Clássica - Berlioz: Nuits d'Ete (Song Cycle)/Falla: El Amor Brujo – Fritz Reiner, Leontyne Price & Orquestra Sinfônica de Chicago |
| Melhor Gravação de Ópera - Bizet: Carmen – Herbert von Karajan, Franco Corelli, Mirella Freni, Robert Merrill, Leontyne Price & Orquestra Filarmônica de Viena | Melhor Performance de Coral - Britten: A Ceremony of Carols – Robrt Shaw & Robert Shaw Corale                                                        |
| Melhor Performance Clássica Solo Orquestrada - Violin Concerto No.1 in D – Eugene Ormandy, Isaac Stern & Orquestra de Filadélfia                               | Melhor Performance Clássica Solo - Vladimir Horowitz Plays Beethoven, Debussy, Chopin – Vladimir Horowitz                                            |
| Melhor Performance Vocal de Música de Câmara - It Was a Lover and His Lass – Noah Greenberg & New York Pro Musica                                              | Melhor Performance Instrumental de Música de Câmara - Beethoven: Trio No. 1 in E Flat, Op.1 #1 – Jascha Heifetz, Jacob Lateiner & Gregor Piatigorsky |
| Melhor Composição Clássica - Concerto – Samuel Barber | Melhor Álbum Clássico - Bernstein: Symphony No. 3 "Kaddish" – Leonard Bernstein & Orquestra Filarmônica de Nova Iorque                               |
| Artista Promissor - Marilyn Home | |

### Comédia
| Melhor Performance de Comédia - "I Started Out as a Child" – Bill Cosby |

### Composição e arranjos
| Melhor Instrumental - "The Pink Panther Theme" – Henry Mancini         | Melhor Trilha Sonora - Mary Poppins – Richard M. Sherman & Robert B. Sherman |
| Melhor Arranjo Instrumental - "The Pink Panther Theme" – Henry Mancini | Melhor Arranjo de Fundo - "People" – Peter Matz                              |

### Country
| Melhor Performance Country Feminina - "Here Comes My Baby" – Dottie West | Melhor Performance Country Masculina - "Dang Me" – Roger Miller | Melhor Single Country - "Dang Me" – Roger Miller |
| Melhor Canção Country - "Dang Me" – Roger Miller                         | Melhor Álbum Country - Dang Me/Chug-A-Lug – Roger Miller        | Melhor Artista Country - Roger Miller            |

### Folk
| Melhor Gravação Folk - "We'll Sing in the Sunshine" – Gale Garnett |

### Gospel
| Melhor Gravação Gospel - "Great Gospel Songs" – Tennessee Ernie Ford |

### Jazz
| Melhor Performance Instrumental de Jazz Solo - Getz/Gilberto – Stan Getz | Melhor Performance Instrumental de Jazz em Grupo - Guitar from Ipanema – Laurindo Almeida |
| Melhor Composição de Jazz - "The Cat" – Lalo Schifrin                    |                                                                                           |

### Musical
| Melhor Trilha Sonora de Musical - Funny Girl – Jule Styne, Robert Merrill & Barbra Streisand, Sydney Chaplin, Danny Meehan, Kay Medford, John Stapleton e John Lankston |

### Pop
| Melhor Performance Feminina - "People" – Barbra Streisand                  | Melhor Performance Masculina - "Hello, Dolly!" – Louis Armstrong              |
| Melhor Performance de Grupo - "A Hard Day's Night" – The Beatles'          | Melhor Performance de Coro - The Swingle Singers Going Baroque – Ward Swingle |
| Melhor Performance Instrumental - "The Pink Panther Theme" – Henry Mancini | Melhor Gravação de Rock - "Downton" – Petula Clark                            |